# Пајндејл (Вајоминг)
Пајндејл (енгл. Pinedale) град је у америчкој савезној држави Вајоминг.

## Демографија
По попису из 2010. године број становника је 2.030, што је 618 (43,8%) становника више него 2000. године.
| Група             | 2000.         | 2010.         |
| Белци             | 1.357 (96,1%) | 1.748 (86,1%) |
| Афроамериканци    | 5 (0,4%)      | 15 (0,7%)     |
| Азијати           | 2 (0,1%)      | 27 (1,3%)     |
| Хиспаноамериканци | 21 (1,5%)     | 200 (9,9%)    |
| Укупно            | 1.412         | 2.030         |